# Maude Charron
Maude G. Charron (ur. 28 kwietnia 1993 w Rimouski) – kanadyjska sztangistka, mistrzyni olimpijska.
Na igrzyskach olimpijskich w Tokio w 2020 roku wywalczyła złoty medal w wadze średniej. W zawodach tych wyprzedziła na podium Włoszkę Giorgię Bordignon i Chen Wen-huei z Tajwanu. 
W 2021 roku zwyciężyła w tej samej kategorii wagowej na mistrzostwach panamerykańskich w Santo Domingo. Zajęła też trzecie miejsce podczas mistrzostw panamerykańskich w Miami w 2017 roku.

## Osiągnięcia
| Rok  | Zawody                      | Miasto    | Miejsce | Kategoria | Wynik  |
| ---- | --------------------------- | --------- | ------- | --------- | ------ |
| 2017 | Mistrzostwa świata          | Anaheim   | 5.      | 63 kg     | 224 kg |
| 2018 | Mistrzostwa świata          | Aszchabad | 10.     | 64 kg     | 220 kg |
| 2019 | Mistrzostwa świata          | Pattaya   | 6.      | 64 kg     | 230 kg |
| 2021 | Letnie igrzyska olimpijskie | Tokio     | 1.      | 64 kg     | 236 kg |